# Recruit-Skandal
Der Recruit-Skandal (jap. リクルート事件, rikurūto jiken) war neben dem Lockheed-Skandal die größte Korruptionsaffäre in der Nachkriegszeit Japans.

## Geschichte
Die Firma Recruit-Cosmos ist auf Vermittlung von Nachwuchskräften spezialisiert und macht unter anderem Firmenwerbung in Zeitschriften. Ihr Besitzer, Hiromasa Ezoe, hat 1984 und 1986, kurz vor Umwandlung seines Unternehmens in eine Aktiengesellschaft, zahlreichen Politikern, (etwa dem späteren Premierminister Yoshiro Mori), Mitgliedern von Firmenvorständen großer Unternehmen, Professoren und Beamten große Aktienpakete überschrieben oder zu Vorzugspreisen verkauft. Eine vollständige Vorfinanzierung des Aktienkaufs übernahm in vielen Fällen die Finanzierungsgesellschaft First Finance Co. der Recruit Gruppe.
Als Gegenleistung sorgten zum Beispiel einige Politiker dafür, dass Recruit-Cosmos seine Zeitschriften an Universitäten vertreiben durfte sowie bestimmte Immobilien zum Vorzugspreis erwerben konnte. Mit Beginn der Börsennotierung stieg der Wert der überschriebenen Papiere, so dass die Betroffenen diese sofort und mit großem Gewinn verkaufen konnten.
Unter dem Druck der öffentlichen Empörung mussten einige der beschenkten Politiker, darunter auch der damalige Ministerpräsident Takeshita Noboru, ihren Rücktritt erklären. Der Skandal zog politische Reformen nach sich.